# Can Santeugini
Can Santeugini és una urbanització que pertany al terme municipal de Castellbisbal, a la comarca del Vallès Occidental. És actualment un dels nuclis més poblats del municipi, ja que amb 1.299 habitants (2018), representa el 10,5% de la població del terme de Castellbisbal.
Està situada a uns aproximadament 3 km de Martorell (seguint la carretera C-243-C de Martorell a Terrassa), a uns 9 km de Castellbisbal (seguint la carretera B-151) i a uns 12 de Terrassa (seguint la C-243-C).

## Entorn geogràfic
Ubicada dins la comarca del Vallès Occidental, s'emmarca dins el marge esquerre del riu Llobregat en la frontera amb el Baix Llobregat.
La urbanització se situa entre els 100 i 160 metres d'alçada, envoltada d'una massa boscosa originalment molt espessa que cobreix unes formacions muntanyoses entre Martorell i la vall del Llobregat amb Terrassa. Malgrat això la intensa pressió urbanística (en 20 anys, del 1998 al 2018, Castellbisbal ha quasi duplicat la població passant dels 6.702 a uns 12.332 habitants), els incendis forestals (4 de juliol de 1994 i 6 de juliol de 2005) i el creixement de les infraestructures (Autovia A-2, la línia d'Alta Velocitat (AVE) degraden el territori i la proximitat a Barcelona ha alterat per sempre l'estructura d'aquesta urbanització, pensada com a retir de vacances i convertida actualment en suburbi de la gran metròpoli que s'estén seguint la vall baixa del Llobregat. La distància a Barcelona és de prop de 40 km.

## Transports i comunicacions
- La carretera C-243-C divideix el nucli de població en 2 meitats.[1] Es tracta d'una carretera amb força corbes, especialment en el tram fins a Castellbisbal. En poc menys de 4 km des del nucli s'accedeix a l'autovia A-2, que permet arribar a Barcelona en aproximadament 35 min.
- La mateixa carretera C-243-C porta fins a Terrassa (12 km) o Castellbisbal (9 km).
- L'accés a la facilitat de transport més propera és l'estació de Ferrocarrils de la Generalitat de Catalunya (FGC) de Martorell Vila | Castellbisbal.